# Piotr Lisiecki
Piotr Lisiecki (ur. 2 marca 1993 w Gdańsku) – polski piosenkarz, gitarzysta i kompozytor.

## Życiorys

### Kariera
W wieku jedenastu lat zaczął komponować muzykę, grał na pianinie. Podczas nauki w szkole muzycznej poznał Joannę Klejnow, z którą występował w pubach i klubach jako duet Shyja. W 2009 para zgłosiła się do przesłuchań do pierwszej edycji programu TVN Mam talent!, jednak nie przeszli do kolejnych etapów. W 2010 ponownie wystartowali w eliminacjach do konkursu. W trakcie występu dwie jurorki (Agnieszka Chylińska i Małgorzata Foremniak) przerwały występ, prosząc Lisieckiego o samodzielną improwizację. Wykonał wówczas dwa utwory: „The Hidden Heart” KT Tunstall oraz „Jolene” Dolly Parton, po czym zdobył awans do odcinków na żywo. Ostatecznie przeszedł do finału programu i zajął w nim trzecie miejsce.
Pod koniec 2010 podpisał kontrakt z wytwórnią EMI Music Poland. 27 kwietnia 2011 wydał debiutancki album studyjny, zatytułowany Rules Changed Up. Tydzień po wydaniu płyta zajęła ósme miejsce wśród najlepiej sprzedających się płyt w Polsce.

## Dyskografia

### Albumy studyjne
| Rok  | Album                                                                 | Pozycja na liście | Certyfikat         |
| Rok  | Album                                                                 | POL               | Certyfikat         |
| ---- | --------------------------------------------------------------------- | ----------------- | ------------------ |
| 2011 | Rules Changed Up - Data: 27 kwietnia 2011 - Wydawca: EMI Music Poland | 5                 | - POL: złota płyta |

Notowane utwory
| Rok  | Tytuł            | Pozycja na liście | Album            |
| Rok  | Tytuł            | SLiP              | Album            |
| ---- | ---------------- | ----------------- | ---------------- |
| 2011 | „Gra o wszystko” | 24                | Rules Changed Up |